# استاروتوربه‌یوو
استاروتوربه‌یوو (انگلیسی: Staroturbeyevo) یک شهرک در شهرستان شارانسکی استان باشقیرستان کشور روسیه است.